# Курганська сільська рада (Мінська область)
Курганська сільська рада (біл. Курганскі сельсавет) — адміністративно-територіальна одиниця в складі Смолевицького району розташована в Мінській області Білорусі. Адміністративний центр — Кургання.
Курганська сільська рада розташована в центральній частині Білорусі, і в центрі Мінської області орієнтовне розташування — супутникові знимки [Архівовано 25 серпня 2011 у WebCite], на південь від районного центру Смолевичів.
До складу сільради входять 24 населених пунктів:
- Олесине • Осташенки • Верхмень • Доброводка • Дубники • Дуброва • Журавок • Заболоття • Заброддя • Замосття • Кленник • Кленник Низ • Кургання • Пелека • Підлип'я • Потичево • Стара Дуброва • Старинка • Степша • Стриєво • Студенка • Тури • Шип'яни • Юрівка.